# Epitrahil

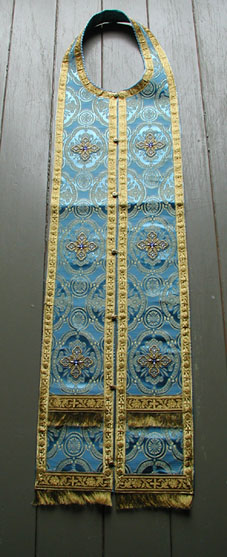
Epitrahilul răsăritean, aici colorat verde, pentru a se arăta locul său printre celelalte veșminte liturgice.

Epitrahilul sau patrafir este în riturile creștine cel mai important veșmânt liturgic. Purtat de preot și episcop în timpul slujbelor, are formă de eșarfă, ale cărei extremități atârnă în jos pe piept.

## Terminologie
Cuvântul românesc vine de la denumirea grecească επιτραχήλιον, de la επί τράχηλου (epi traxhêlu = “pe grumaz”). În limba latină se cheamă «stola», termen împrumutat vocabularului vestimentar laic. În engleză se face diferența între «stole», “epitrahil colorat”, și «scarf» “epitrahil negru”.

## Folosință
De fapt, epitrahilul e același veșmânt liturgic cu orarul. Sfântul Vasile cel Mare argumenta că, atunci când  diaconul e hirotonit preot, nu trebuie să i se ia orarul, ci să fie purtat pe gât, în loc de încrucișat peste piept.
În riturile apusene, epitrahilul își păstrează forma exactă de eșarfă. Din cauza incomodității, în riturile răsăritene, cele două extremități sunt cusute sau sunt prinse cu nasturi.
În mod normal, epitrahilul poate fi purtat imediat peste reverenda (în cultul ortodox) însă pentru liturghie, se poartă peste stihar, iar peste epitrahil se îmbracă felonul. In ritul ortodox, preotul nu poate oficia serviciul divin fără folosirea epitrahilului.

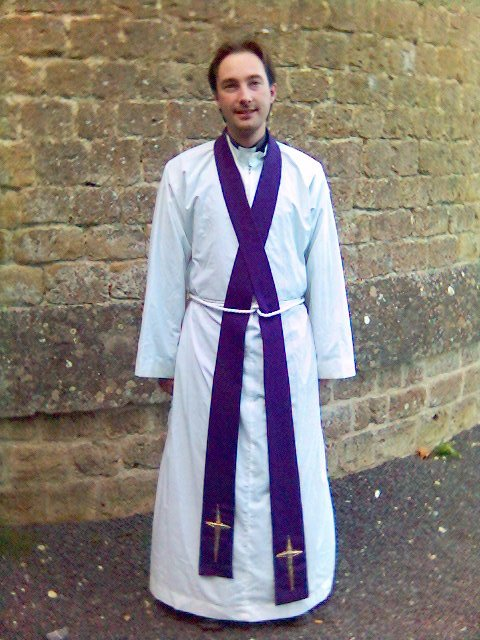
Epitrahil la anglicani.